# Комраков, Вячеслав Петрович
Вячесла́в Петро́вич Комрако́в (31 января 1954, Саратов, СССР — 24 июня 2006) — советский хоккеист, нападающий. Мастер спорта СССР.

## Биография
Начал спортивную карьеру в 1972 году в саратовском «Кристалле». В сезонах 1973/74—1976/77 выступал за «Бинокор» Ташкент. В начале сезона 1977/78 был приглашён в высшую лигу в  рижское «Динамо», но закрепиться в команде не смог, и в середине сезона вернулся в «Бинокор», где отыграл также и следующий сезон. В сезонах 1979/80—1980/81 играл за киевский «Сокол». Перед сезоном 1981/82 перешёл в команду «Ижсталь» из Ижевска, где стал одним из лидеров команды. В «Ижстали» отыграл пять сезонов. В 1986 году завершил спортивную карьеру.
Умер 24 июня 2006 года. Похоронен в Ташкенте. 

## Статистика выступления в высшей лиге
| Легенда | Легенда                    | Легенда | Легенда                   | Легенда | Легенда    |
| ------- | -------------------------- | ------- | ------------------------- | ------- | ---------- |
| И       | Количество проведённых игр | Штр     | Штрафное время            | +/−     | Плюс-минус |
| Г       | Голы                       | П       | Голевые передачи          | О       | Очки       |
| -       | Статистика неизвестна      | —       | Статистика не учитывалась |         |            |

| Сезон                    | Команда                  | И   | Г  | П  | О   | Штр |
| ------------------------ | ------------------------ | --- | -- | -- | --- | --- |
| 1977/78                  | «Динамо» (Рига)          | 15  | 3  | 0  | 3   | 0   |
| 1979/80                  | «Сокол» (Киев)           | 42  | 6  | 10 | 16  | 18  |
| 1980/81                  | «Сокол» (Киев)           | 32  | 4  | 4  | 8   | 8   |
| 1981/82                  | «Ижсталь»                | 44  | 16 | 7  | 23  | 32  |
| 1982/83                  | «Ижсталь»                | 41  | 14 | 8  | 22  | 23  |
| 1983/84                  | «Ижсталь»                | 39  | 8  | 3  | 11  | 10  |
| 1984/85                  | «Ижсталь»                | 33  | 8  | 6  | 14  | 6   |
| 1985/86                  | «Ижсталь»                | 22  | 7  | 2  | 9   | 4   |
| Всего в чемпионатах СССР | Всего в чемпионатах СССР | 268 | 66 | 40 | 106 | 101 |